# Aurora (Minnesota)
Aurora é uma cidade localizada no estado americano de Minnesota, no Condado de St. Louis. Aurora, no Minnesota, é a porta de entrada para a Superior National Forest Scenic Byway e o lar dos trilhos St James Mine Lake e Mesabi Trail.

## Demografia
Segundo o censo americano de 2000, a sua população era de 1850 habitantes. 
Em 2006, foi estimada uma população de 1736, um decréscimo de 114 (-6.2%).

## Geografia
De acordo com o United States Census Bureau tem uma área de 
10,2 km², dos quais 9,8 km² cobertos por terra e 0,4 km² cobertos por água. Aurora localiza-se a aproximadamente 466 m acima do nível do mar.

## Localidades na vizinhança
O diagrama seguinte representa as localidades num raio de 24 km ao redor de Aurora. 